# Larkana (Distrikt)

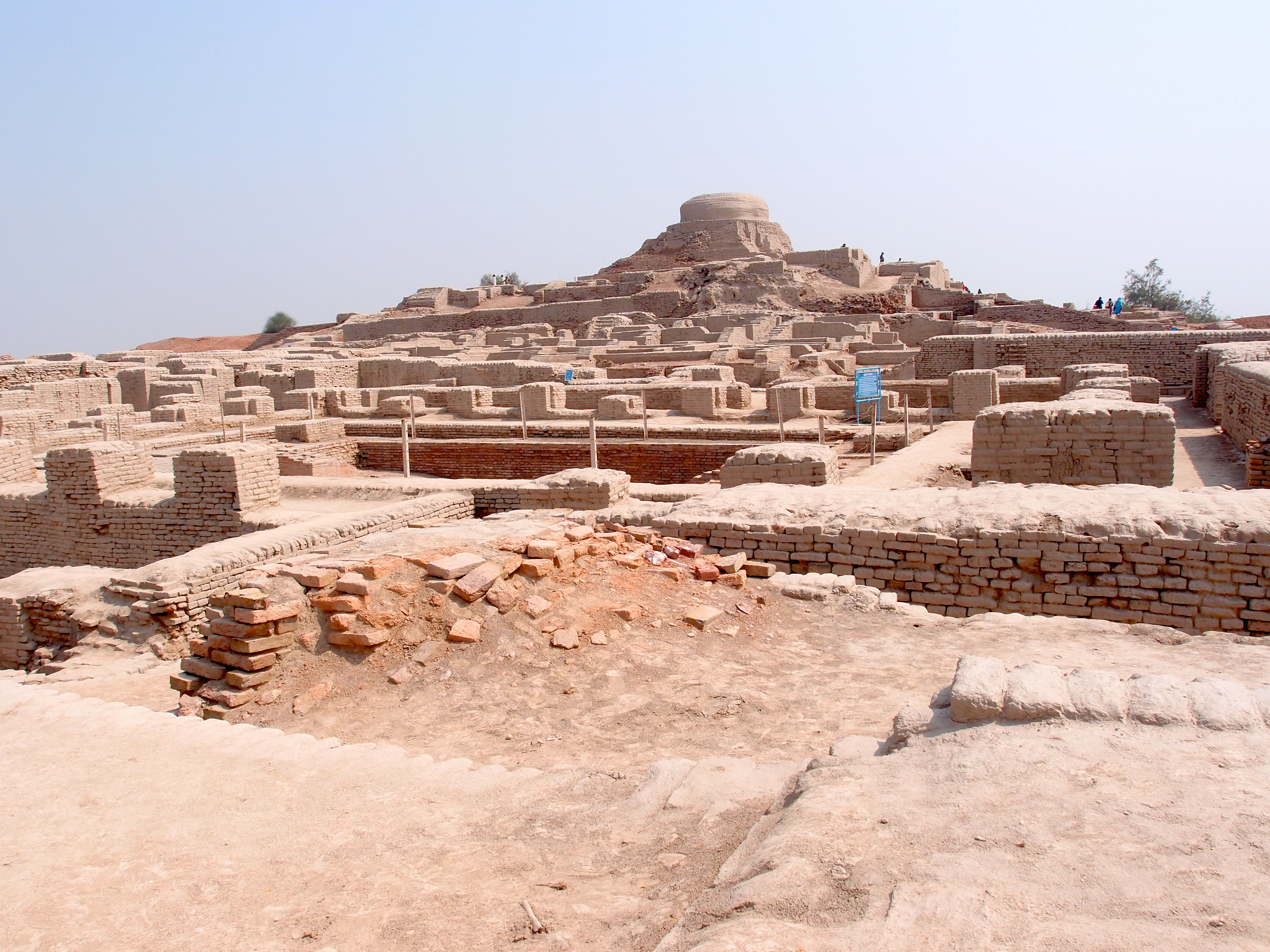
Ruinen von Mohenjo-Daro

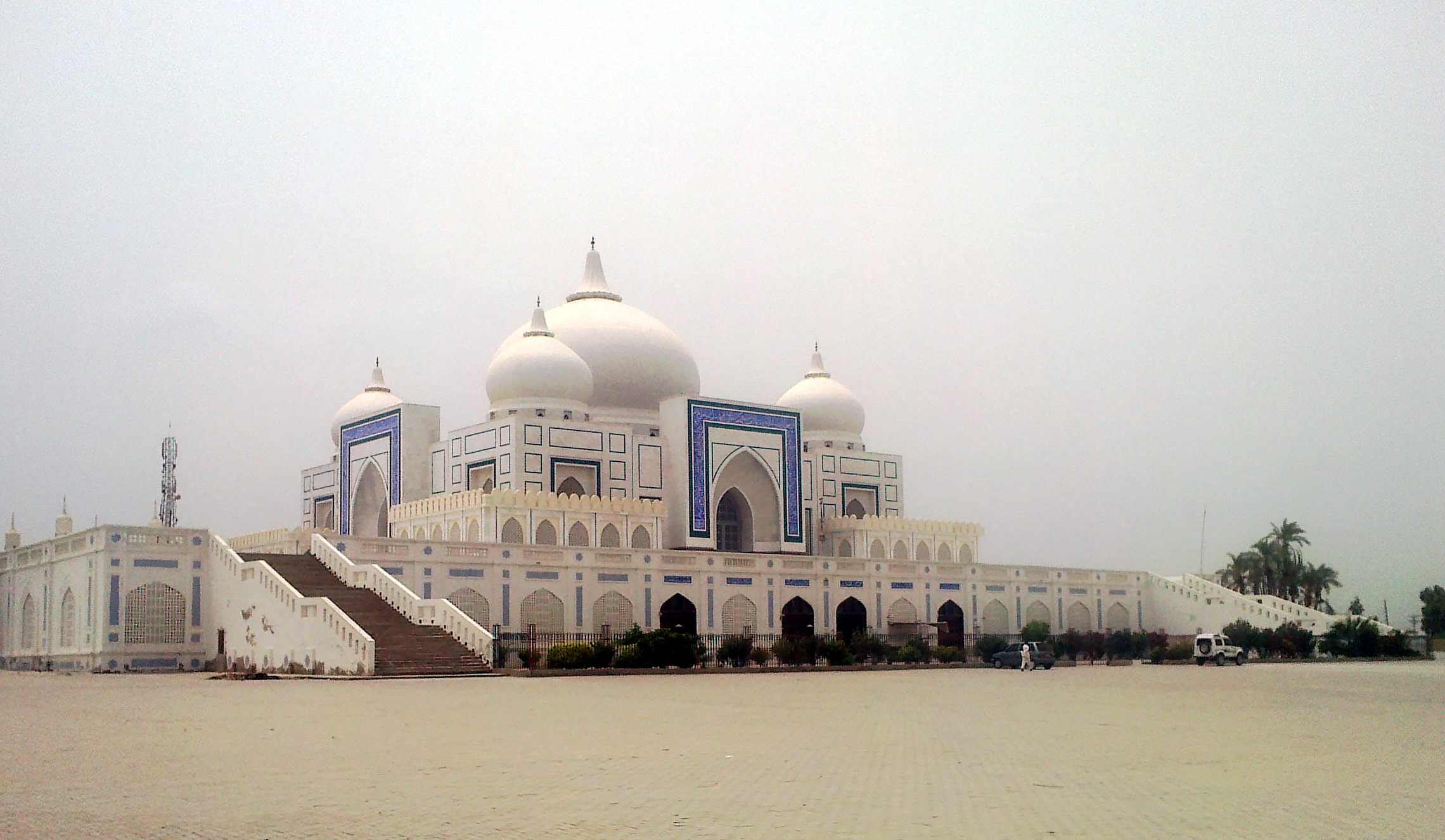
Mausoleum zu Ehren der Bhutto-Familie

Der Distrikt Larkana ist ein Verwaltungsdistrikt in Pakistan in der Provinz Sindh. Sitz der Distriktverwaltung ist die gleichnamige Stadt Larkana.
Der Distrikt hat eine Fläche von 1906 km² und nach der Volkszählung von 2017 1.524.391 Einwohner. Die Bevölkerungsdichte beträgt 800 Einwohner/km². Im Distrikt wird zur Mehrheit die Sprache Sindhi gesprochen.
Die Ruinen der antiken Stadt Mohenjo-Daro befinden sich in dem Distrikt.

## Geografie
Der Distrikt Sukkur liegt im nördlichen Teil von Sindh und wird im Osten von dem Indus durchflossen.

## Verwaltungsgliederung
Der Distrikt ist administrativ in fünf Tehsil unterteilt:
- Dokri
- Bakrani
- Larkana
- Ratodero
- Naudero

## Demografie
Zwischen 1998 und 2017 wuchs die Bevölkerung um jährlich 2,23 %. Von der Bevölkerung leben ca. 46 % in städtischen Regionen und ca. 54 % in ländlichen Regionen. In 261.331 Haushalten leben 778.249 Männer, 746.093 Frauen und 49 Transgender, woraus sich ein Geschlechterverhältnis von 104,3 Männer pro 100 Frauen ergibt und damit einen für Pakistan häufigen Männerüberschuss.
| Jahr | Einwohnerzahl |
| ---- | ------------- |
| 1972 | 460.735       |
| 1981 | 572.006       |
| 1998 | 1.001.608     |
| 2017 | 1.524.391     |

## Bildung
Die Alphabetisierungsrate in den Jahren 2014/15 bei der Bevölkerung über 10 Jahren liegt bei 58 % (Frauen: 45 %, Männer: 72 %) und damit leicht unter dem Durchschnitt der Provinz Sindh von 60 %.

## Sonstiges
Die Bhutto-Familie, die eine wichtige Rolle in der nationalen und lokalen Politik spielen, stammt aus dem Distrikt Larkana. Zu den Angehörigen dieser Familie gehören die ehemaligen Premierminister Pakistans Zulfikar Ali Bhutto (1973–1977) und Benazir Bhutto (1988–1990 und 1993–1996).